# Kinta
Pour les articles homonymes, voir Kinta (homonymie).
Kinta est un prénom féminin.

## Sens et origine du prénom
- Prénom féminin d'origine nord-amérindienne[1] de la tribu Choctaw.
- Prénom qui signifie "castor".

Prénom féminin d'origine bissao-guinéenne, qui peut signifier 'jardin' ou 'jeudi', quand il est écrit sous la forme, Quinta ferra.

## Prénom de personnes célèbres et fréquence
- Très peu usité aux États-Unis[2].
- Prénom qui semble-t-il, n'a jamais été donné en France[3].